# Karan Kapoor
Pour les articles homonymes, voir Kapoor.
Karan Kapoor (né le 18 janvier 1962)  est un ancien acteur de cinéma indien et mannequin d'origine indienne.

## Biographie

### Jeunesse
Karan Kapoor est né le 18 janvier 1962 de l'acteur Shashi Kapoor et de l'actrice de théâtre britannique Jennifer Kendal.
Son grand-père paternel était Prithviraj Kapoor et ses oncles paternels sont Raj Kapoor et Shammi Kapoor. Son frère aîné Kunal Kapoor et sa sœur cadette Sanjana Kapoor ont également joué dans certains films, mais comme lui, ils n'ont pas eu beaucoup de succès. Ses grands-parents maternels, Geoffrey Kendal et Laura Kendal, étaient des acteurs qui ont fait des tournées en Inde et en Asie avec leur groupe de théâtre, Shakespearana, interprétant Shakespeare et Shaw. Le film de Merchant Ivory, Shakespeare Wallah, était plus ou moins basé sur la famille, en mettant en scène son père et sa tante, l'actrice Felicity Kendal.
Kapoor a deux frères et sœurs. Son frère Kunal Kapoor a auparavant joué dans des films de Bollywood et dirige maintenant la société publicitaire Adfilms Valas. Kunal était marié à la fille du cinéaste Ramesh Sippy, Sheena, qui est une photographe reconnue. Ils ont également deux enfants, Shaira et Zahan. Kunal et Sheena sont maintenant divorcés.
Sa sœur Sanjana Kapoor dirige le théâtre Prithvi .
Il a été marié à la mannequin anglaise Lorna Tarling Kapoor; le couple est maintenant séparé. Ils ont une fille, Aliya Kapoor et un fils Zack Kapoor.
Jennifer Kapoor a été diagnostiquée d'un cancer colo-rectal en phase terminale en 1982 et est décédée de la maladie en 1984.

### Carrière

#### Acteur
Au début de sa carrière, il était un mannequin populaire rendu célèbre par la campagne publicitaire de Bombay Dyeing et il a également joué dans Sultanat (1986), avec Juhi Chawla ainsi que Loha avec Dharmendra.
Il a fait ses débuts dans le film de Shyam Benegal, acclamé par la critique, en 1978, Junoon, qui mettait également en vedette ses parents et ses deux frères et sœurs. Il avait un rôle mineur dans la production de son père 36 Chowringhee Lane (1981). Il est apparu dans la série télévisée britannique The Jewel in the Crown en 1984.
Il fait ses débuts dans les films traditionnels de Bollywood avec Sultanat (1986), aux côtés de Dharmendra, Sunny Deol et Juhi Chawla. Il a ensuite joué dans Loha (1987) et Afsar en 1988, mais n'a pas eu beaucoup d'offres en tant qu'acteur. Il a également été mannequin de grandes marques indiennes, dont Bombay Dyeing.

#### Photographe
Après une absence de près de 25 ans, Karan est revenu en Inde avec une série de ses expositions de photographie, Time & Tide. L'exposition de photographie Time & Tide de Karan a commencé dans sa ville natale de Mumbai en novembre 2016, puis à Bangalore, Kolkata, New Delhi, Ahmedabad et Jaipur en 2017. Karan a fait de nombreuses recherches dans les communautés anglo-indiennes et a parcouru diverses régions de l'Inde dans les années 1980 pour rencontrer ces communautés et prendre des photos. Ses articles ont été publiés dans la BBC, l'Indian Express, l'Hindustan Times et d'autres journaux en novembre 2016. Dans une récente interview, Karan a déclaré qu'il était très désireux de faire plus de projets de photographie en Inde, car ses enfants ayant maintenant grandi, il souhaite passer plus de temps en Inde. Karan a également déclaré qu'il était toujours intéressé par la photographie depuis son enfance, même s'il faisait partie de la très célèbre famille Bollywood de Kapoors. Le frère aîné de Karan, Kunal Kapoor, est désormais l'un des principaux créateurs de publicités en Inde et sa sœur cadette Sanjana Kapoor dirige la fondation Junoon pour promouvoir les arts, la culture et le théâtre.
Il est depuis devenu photographe et vit à Chelsea, Londres  avec sa femme Lorna, sa fille Aliya  et Zach, son fils.

## Filmographie

### Acteur

#### Cinéma
- 1978 : Junoon
- 1981 : 36 Chowringhee Lane : Davie
- 1986 : Sultanat : Samir
- 1987 : Loha : Karan
- 1988 : Afsar

#### Séries télévisées
- 1984 : Le Joyau de la couronne : Colin Lindsey
- 1990 : Au sud de la frontière : Max Wilding
- 1993 : Les Lions votants : Kool

### Photographe
- 1984 : Les Bostoniens
- 1984 : Utsav

### Diverses équipes
- 1982 : Vijeta

## Prix
Sa photographie "Old Couple" a remporté les International Photography Awards 2009 dans la catégorie People / Lifestyle. C'était l'une des cinq nominations qu'il a reçues cette année-là.